# Стржешовицький цвинтар
Стржешовицький цвинтар (чеськ. Střešovický hřbitov) — некрополь у Празі в історичному районі Стржешовіце, район Прага 6.

## Історія
Перші поховання на цвинтрарі датуються 1897-1898 роками, коли він належав до парафії св. Норберт у Стржешовіце. У 1900 році цвинтар був офіційно відкритий.

## Відомі особистоті, що поховані на цвинтарі
- Ян Мукаржовський — чеський естетик, літературознавець, лінгвіст, академік Чехословацької академії наук.
- Войта Бенеш[cz] — чеський політик, рідний брат чехословацького президента Едварда Бенеша.
- Еміль Філла[cz] — чеський художник, графік та скульптор.
- Іша Крейчі[cz] — чеський композитор, диригент та драматург.
- Їжина Шворцова[cz] — чеська акторка.
- Яромир Плескот[cz] — чеський актор та режисер.
- Мілан Хладіл[cz] — чеський співак.

## Світлини

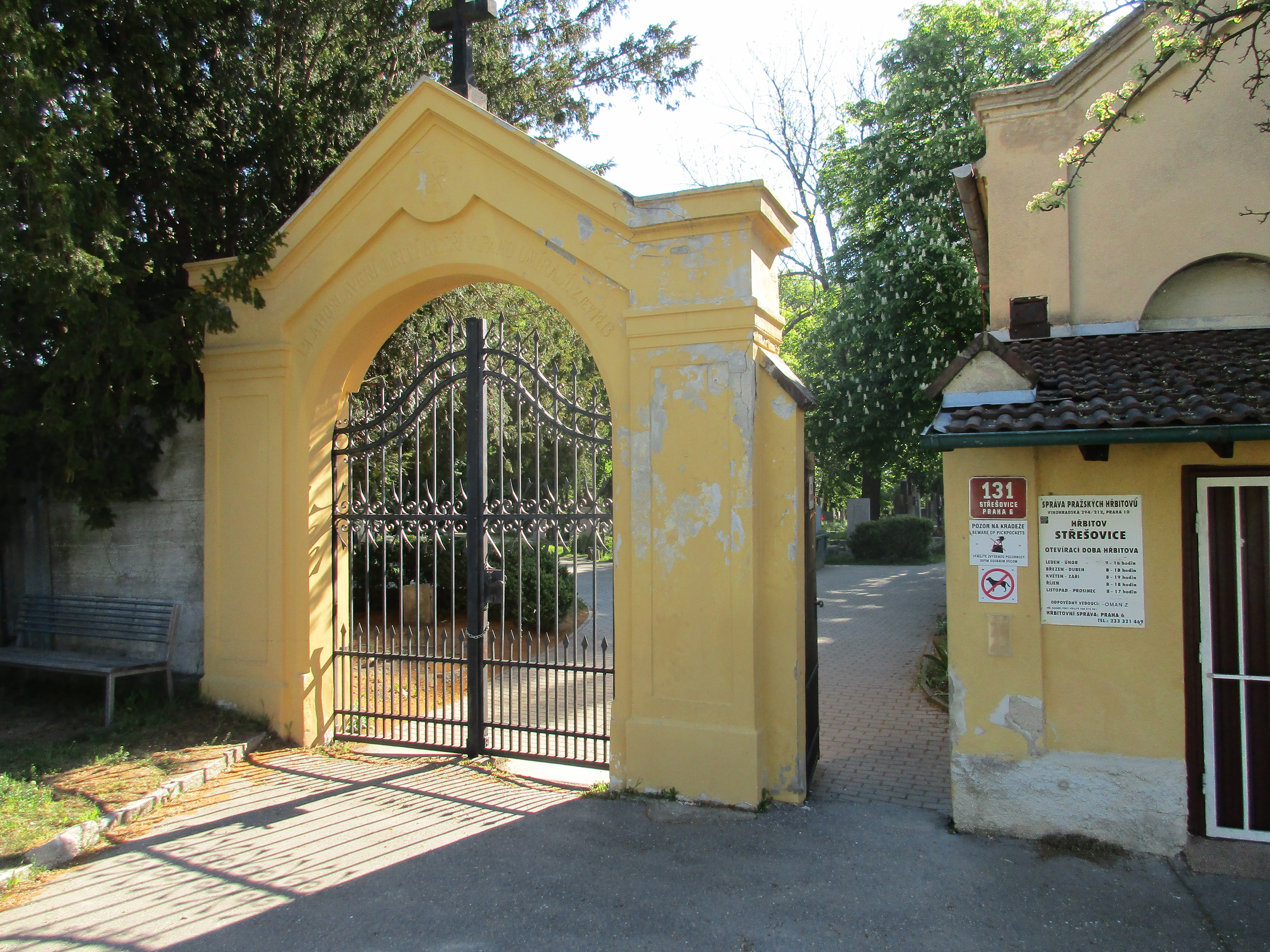
Вхідна брама цвинтаря
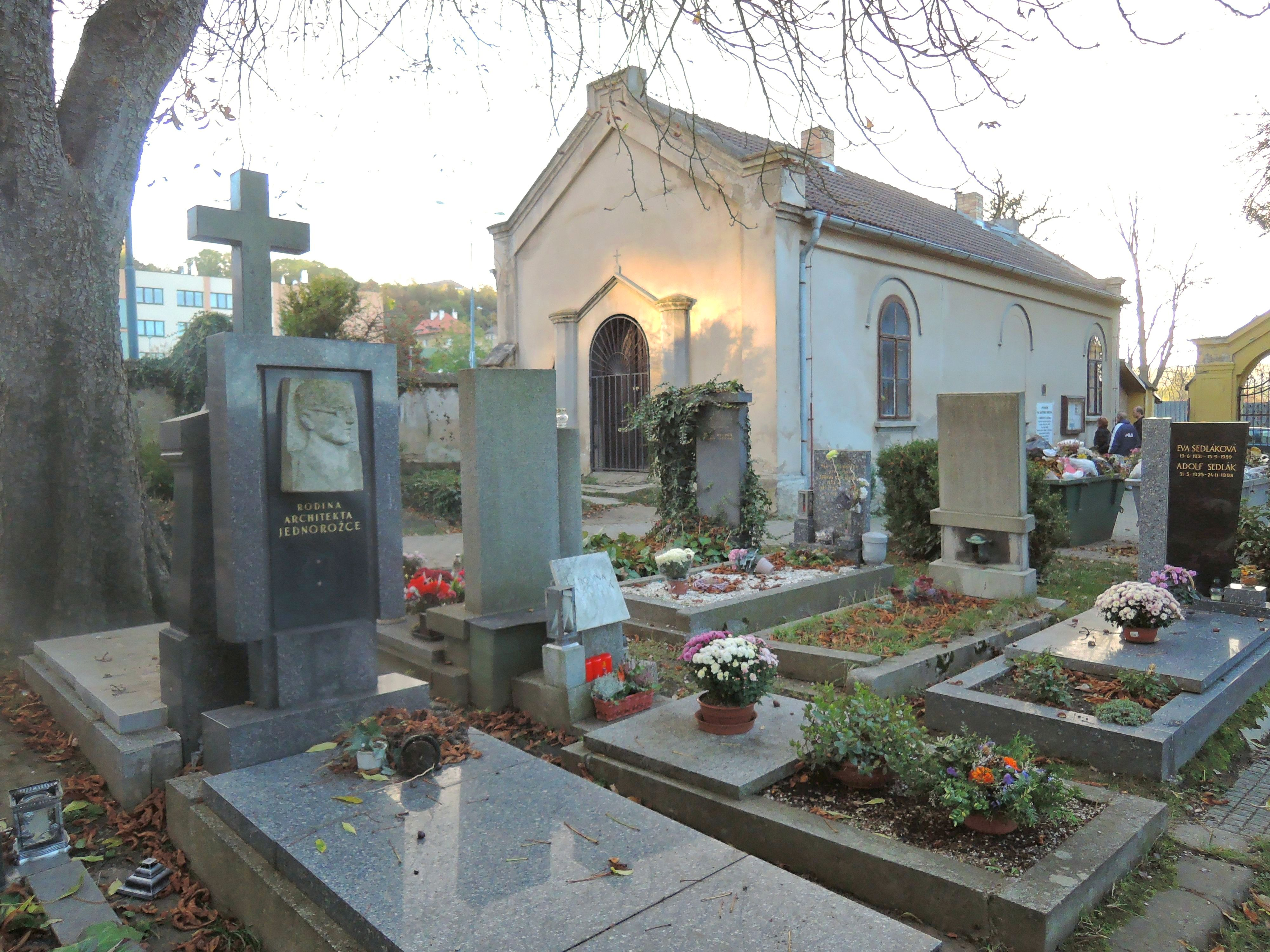
Каплиця цвинтаря
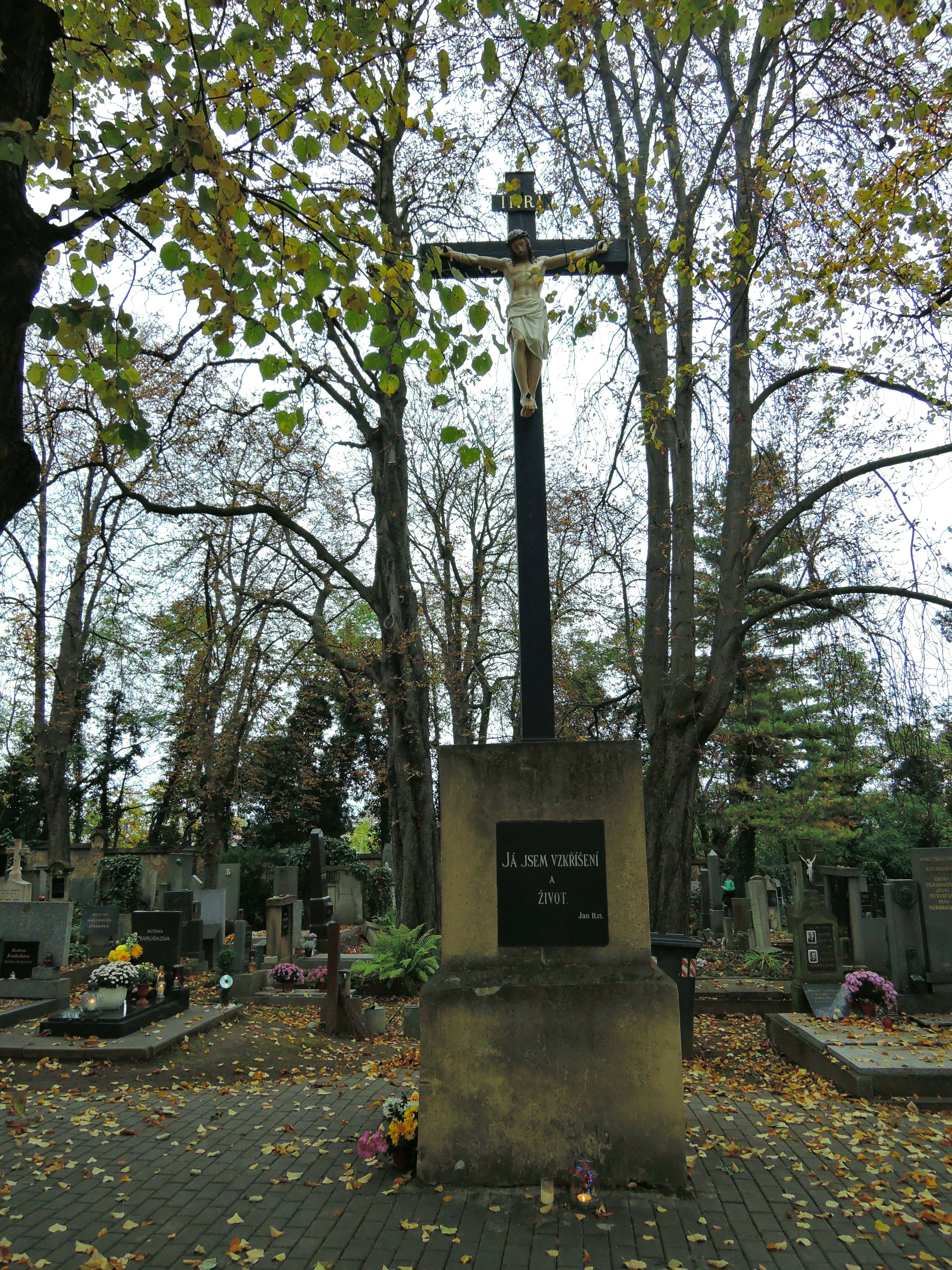
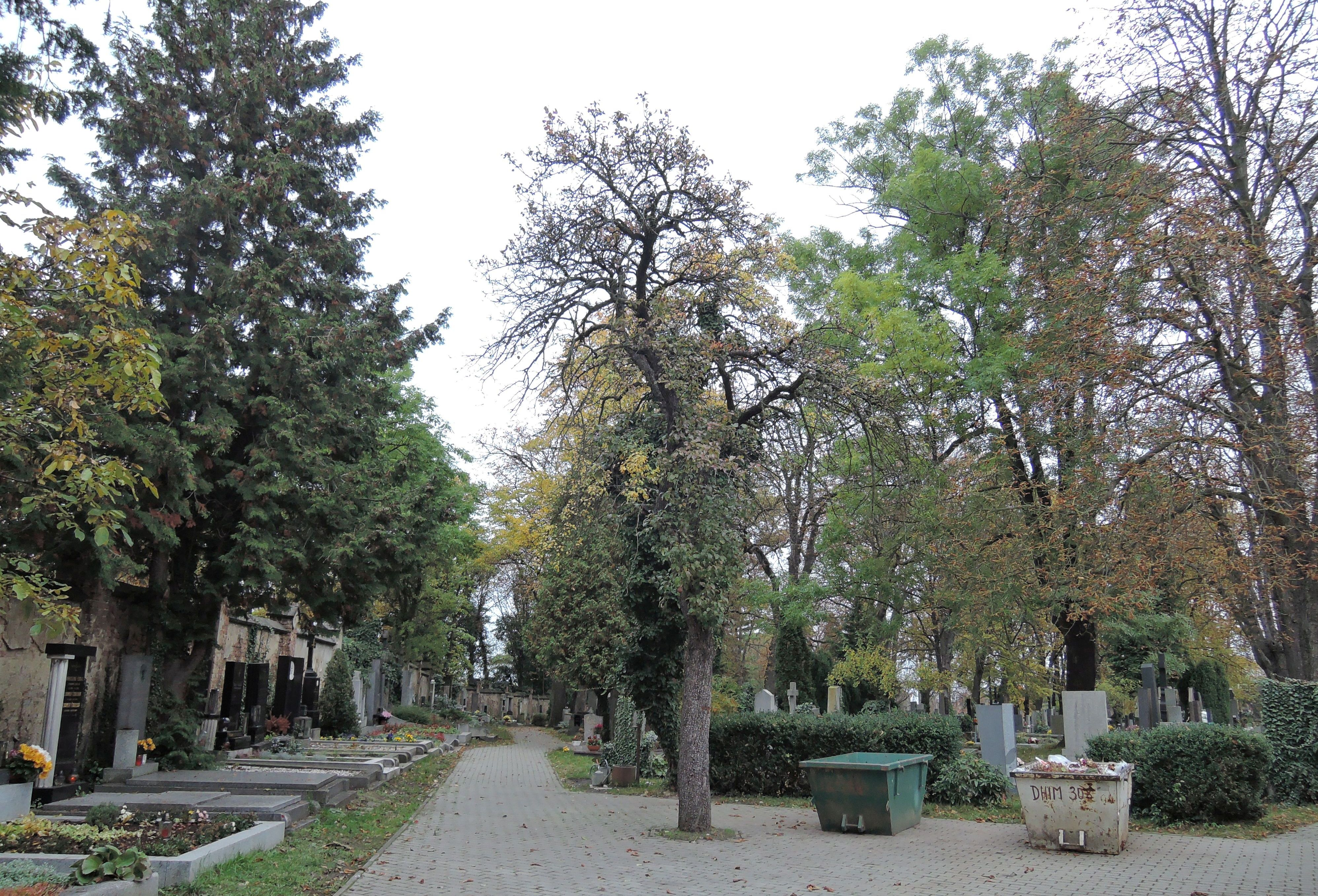

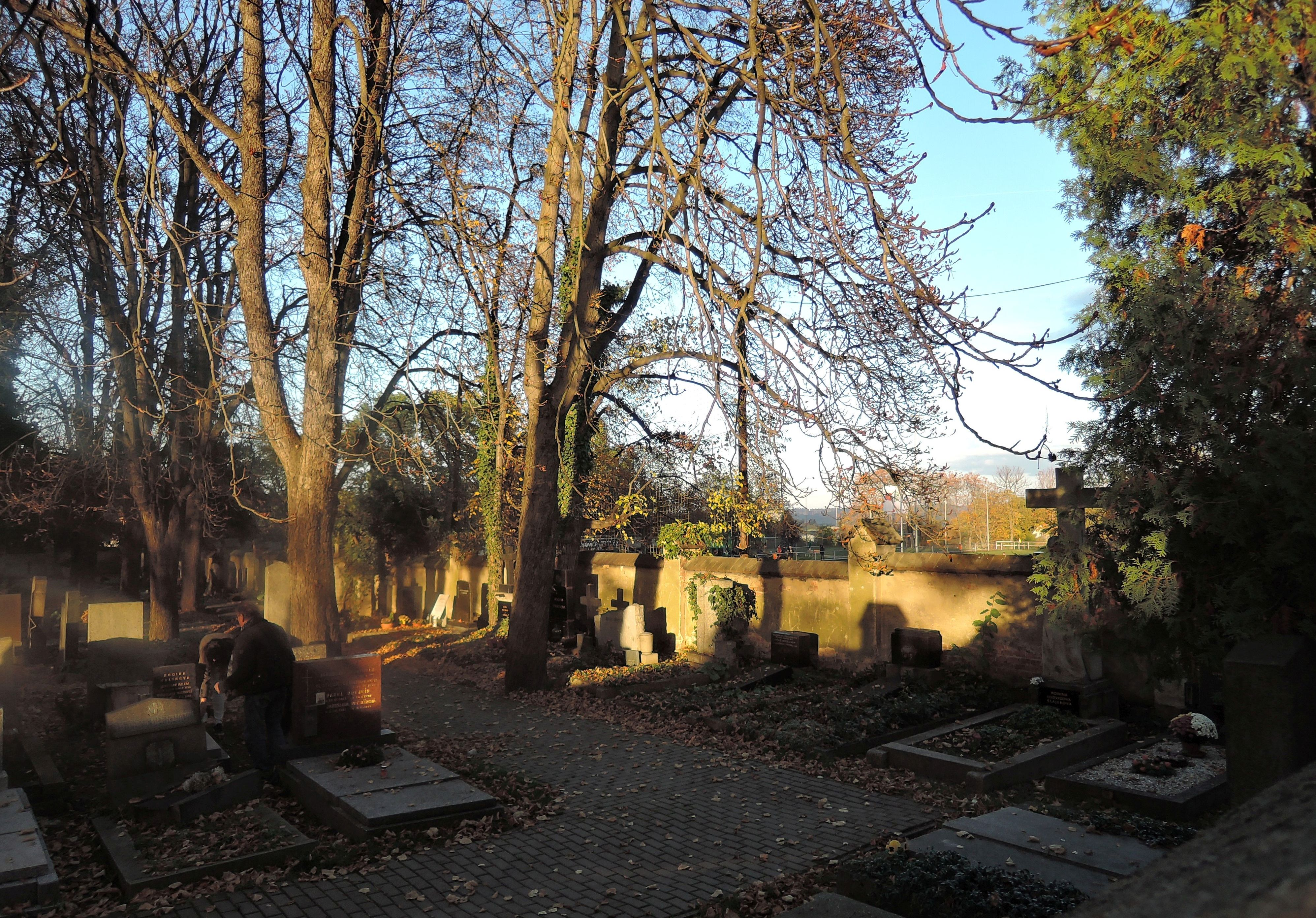
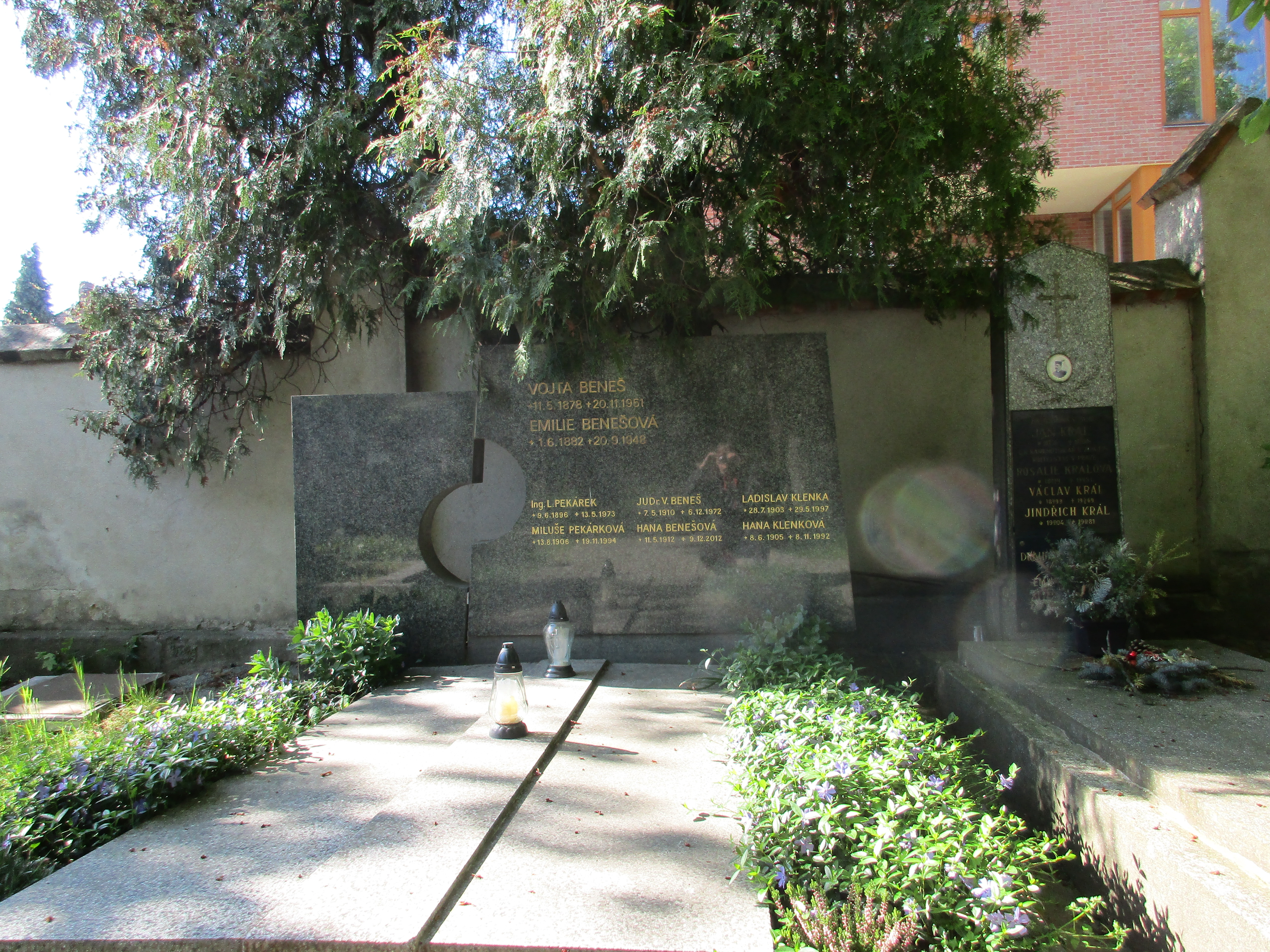
Могила Войта Бенеша
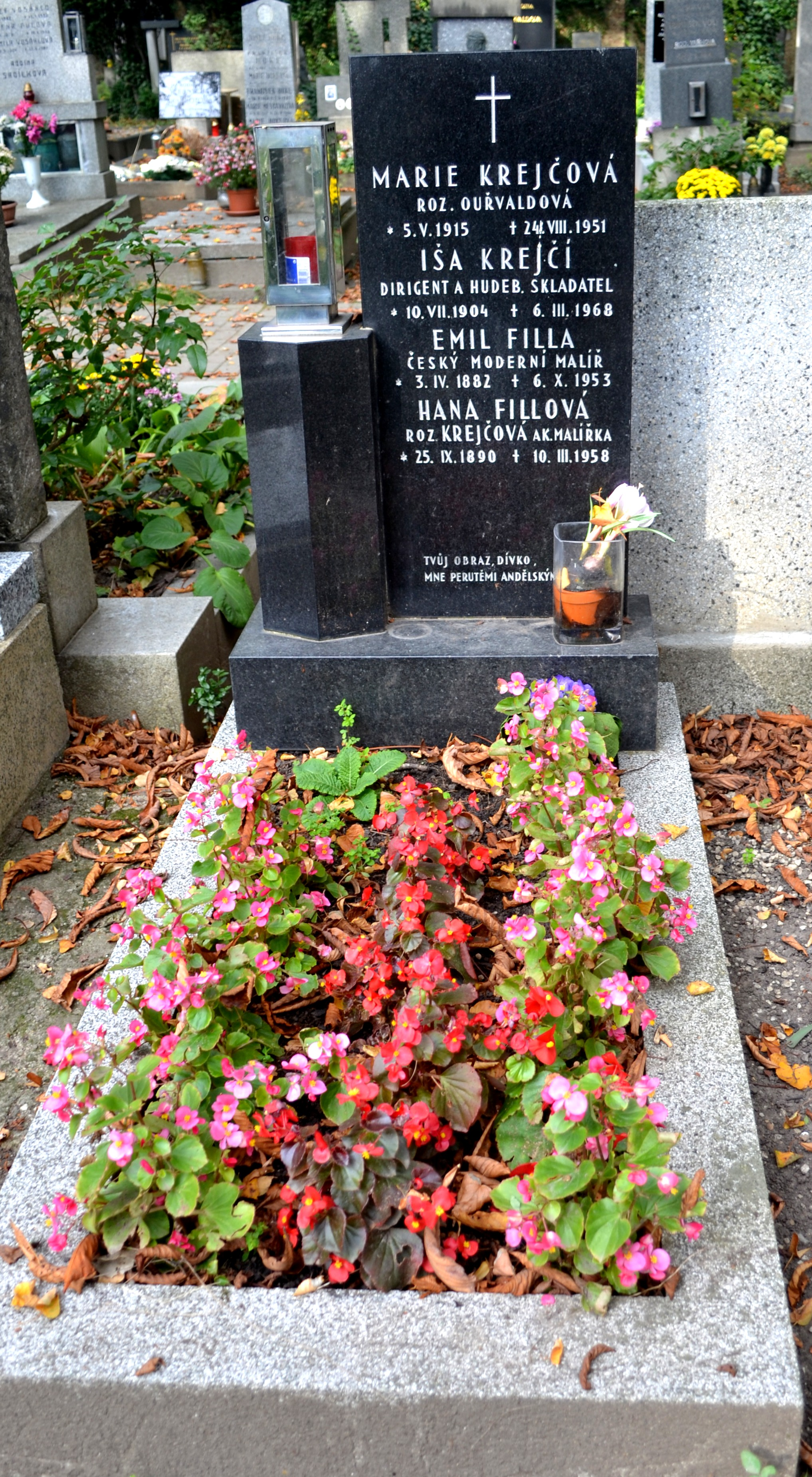
Могила Еміля Філла, Іші Крейчі
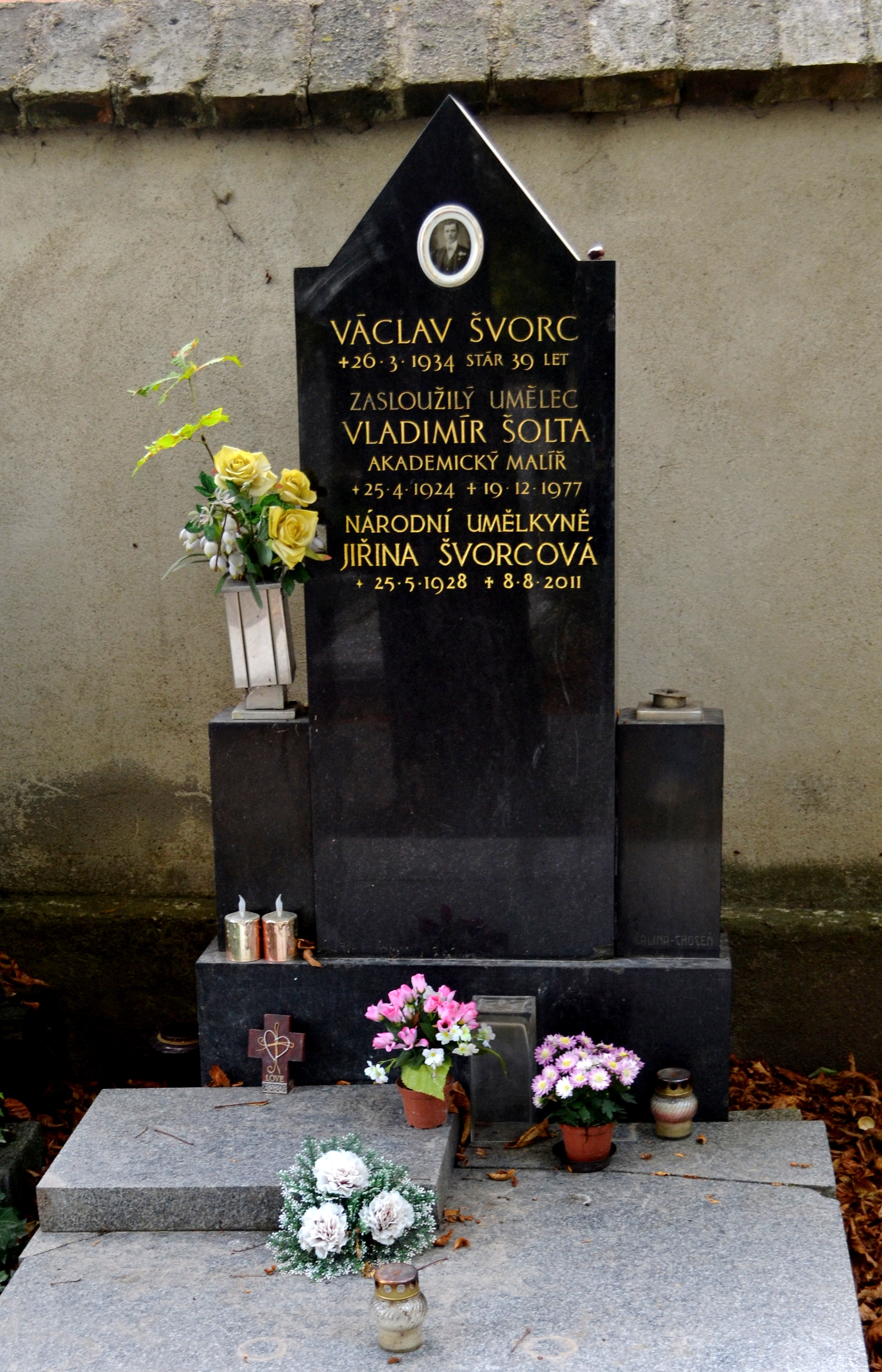
Могила Їжини Шворцової
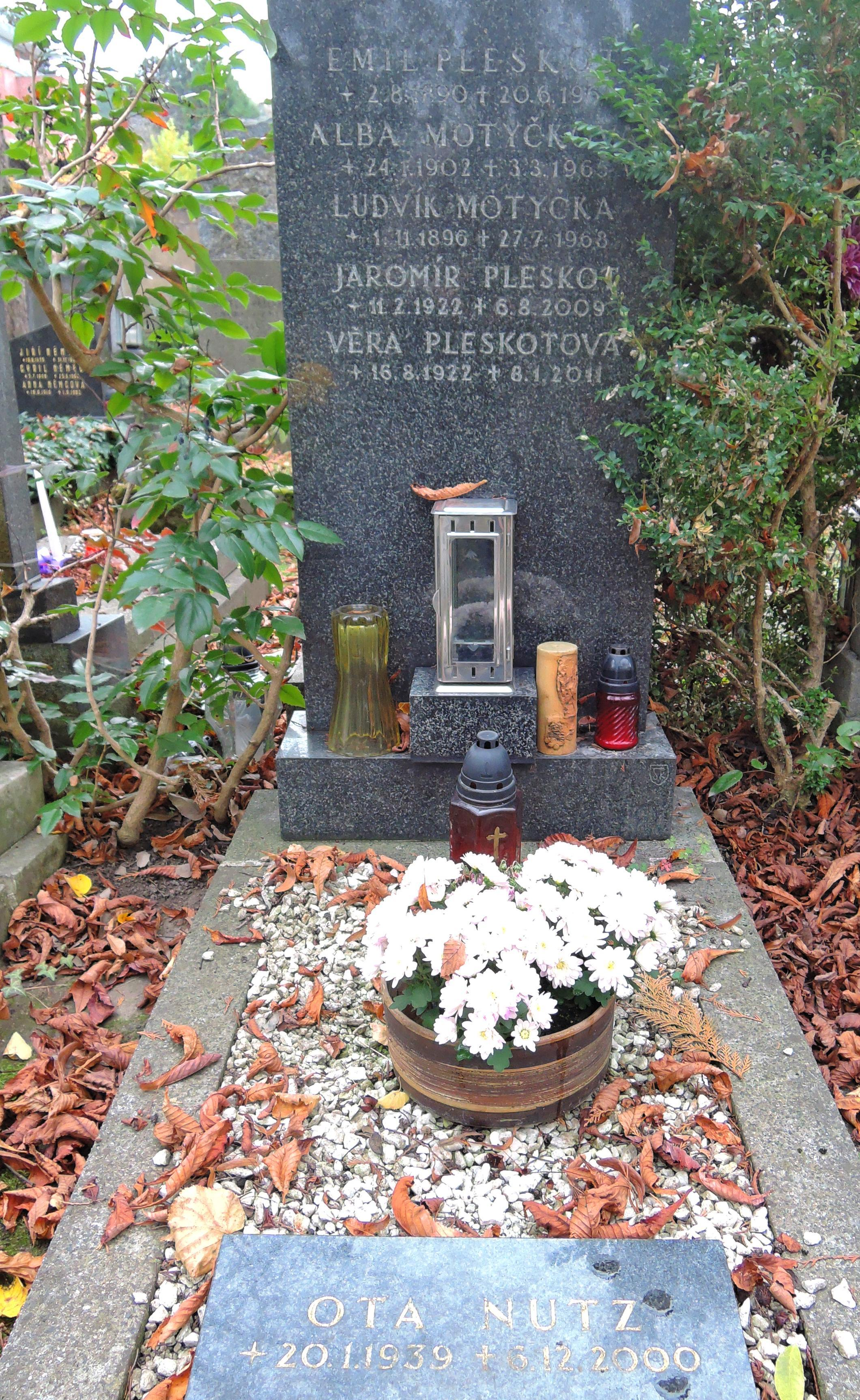
Могила Яромира Плескота
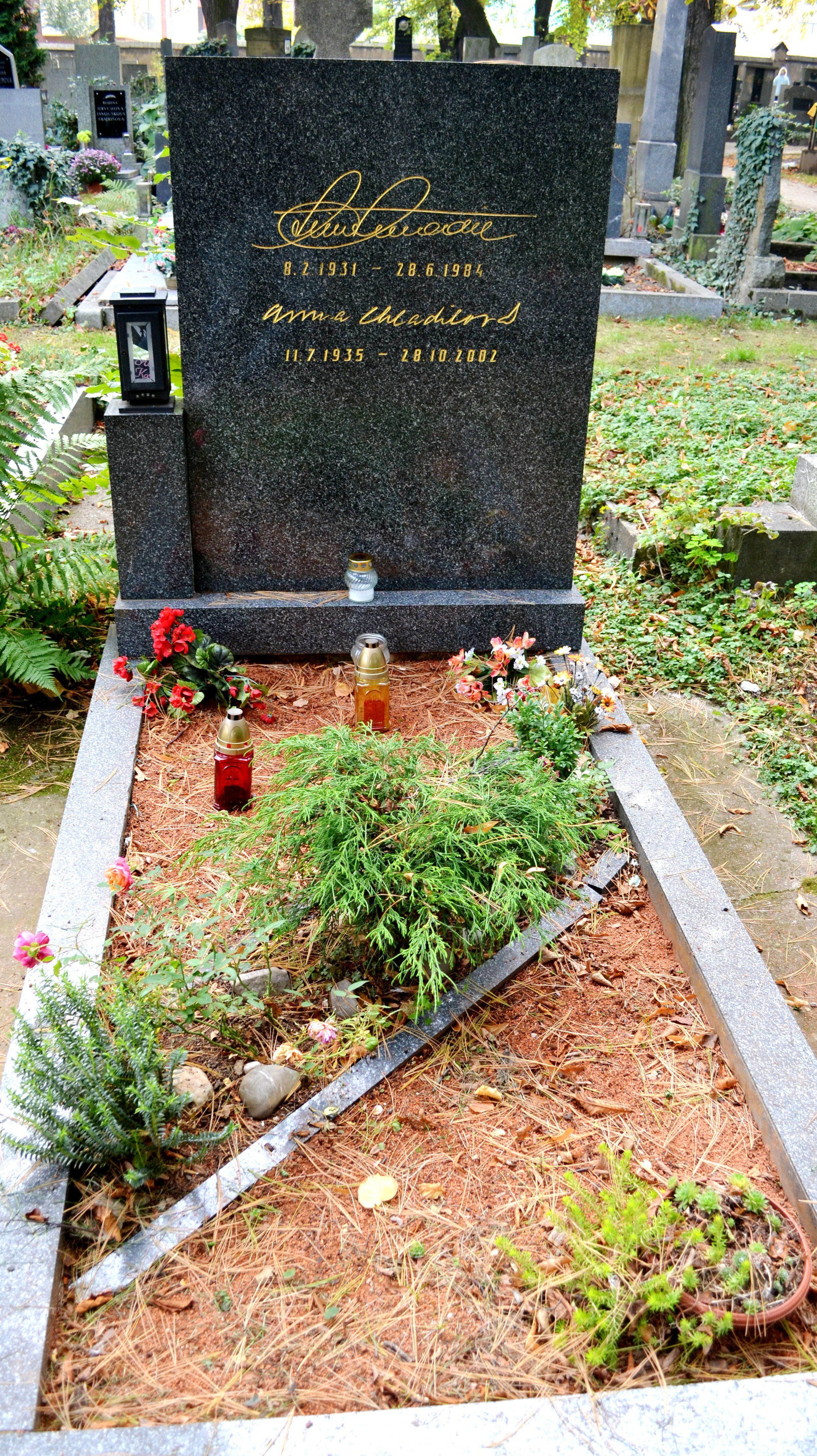
Могила Мілана Хладіла